# Exellodendron coriaceum
Exellodendron coriaceum là một loài thực vật có hoa trong họ Cám. Loài này được (Benth.) Prance mô tả khoa học đầu tiên năm 1972.